# For Forest
For Forest è stata un'installazione temporanea d'arte di Klaus Littmann realizzata nel 2019 e visitabile dall'8 settembre al 27 ottobre dello stesso anno nel Wörthersee Stadion del comune austriaco di Klagenfurt nel distretto di Klagenfurt-Land, in Carinzia.
Consisteva in una piccola foresta ricostruita con circa 300 alberi diversi per dimensione e specie che doveva simulale la foresta originale dell'Europa centrale.

## Storia

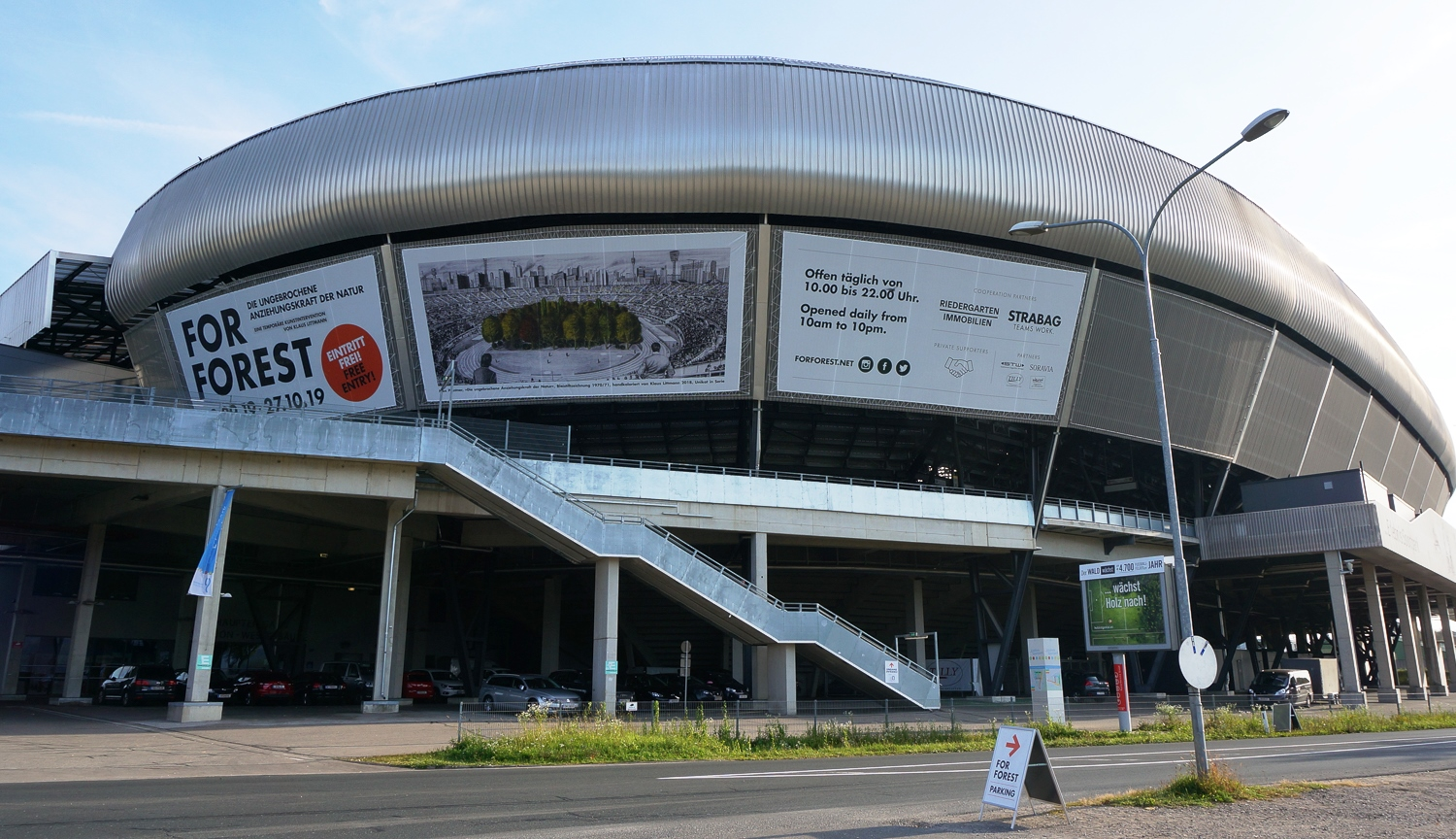
Wörthersee Stadion all'esterno nei giorni dell'installazione

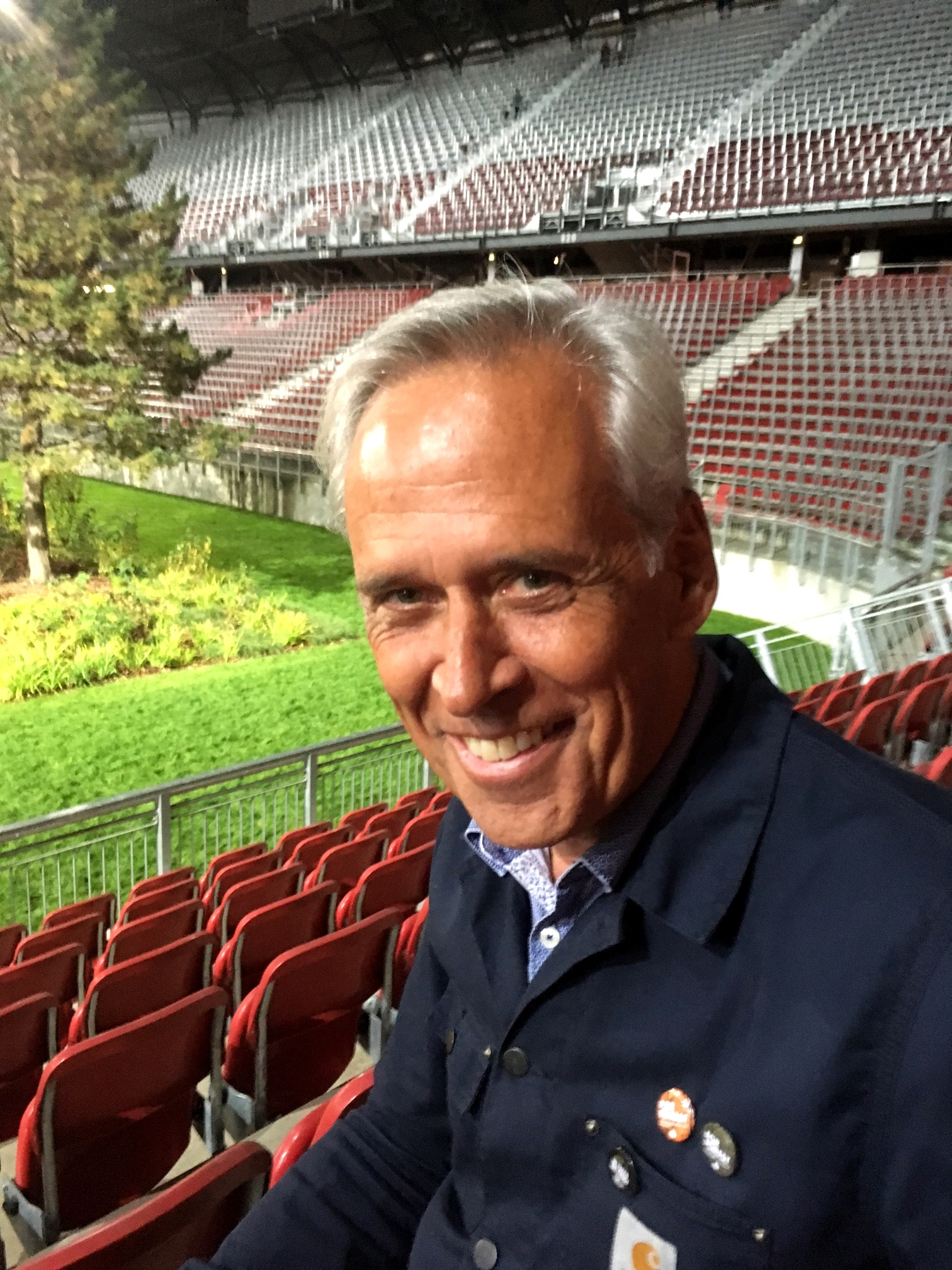
Klaus Littmann, autore dell'opera nello stadio

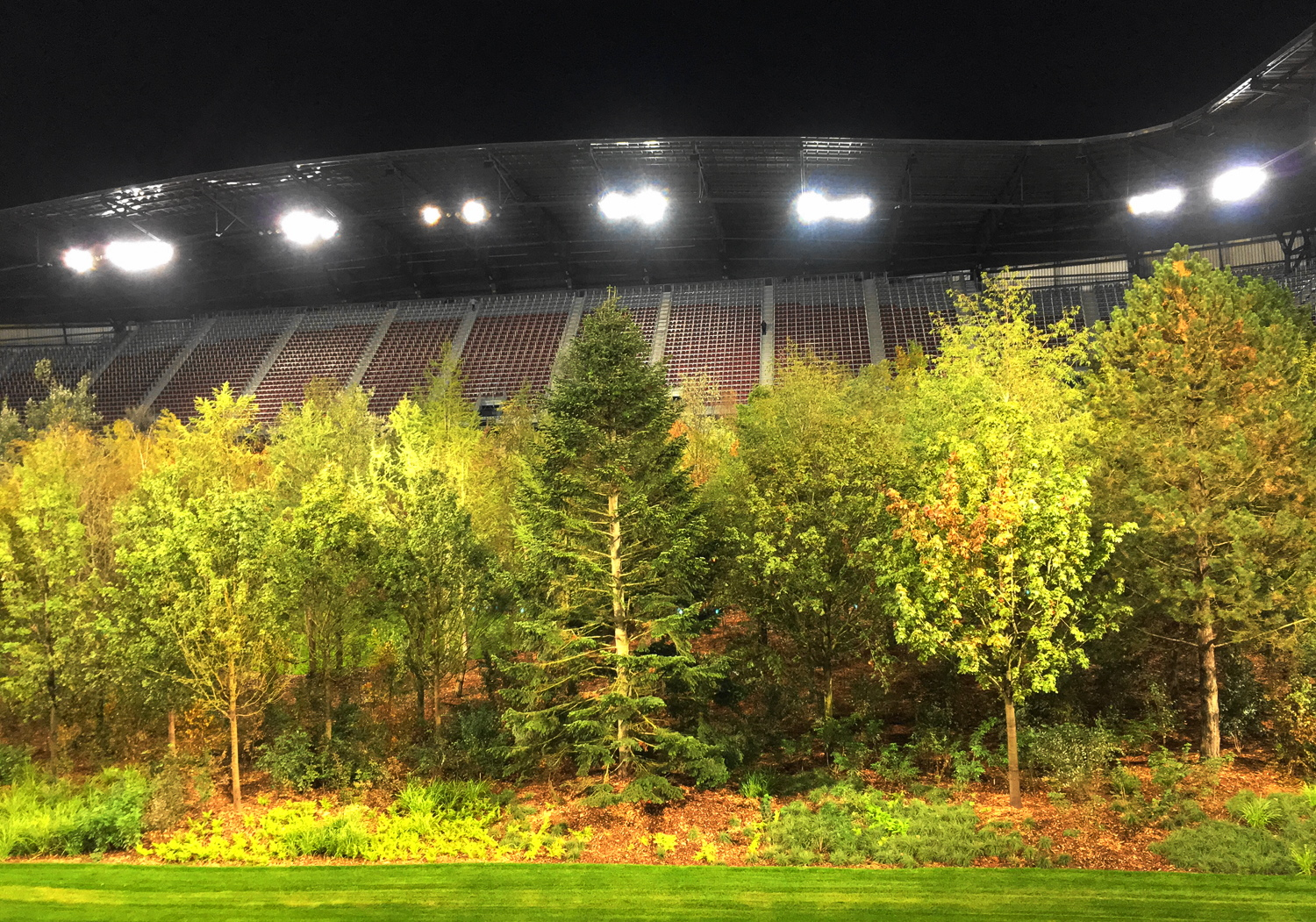
Immagine in notturna con le luci dello stadio accese

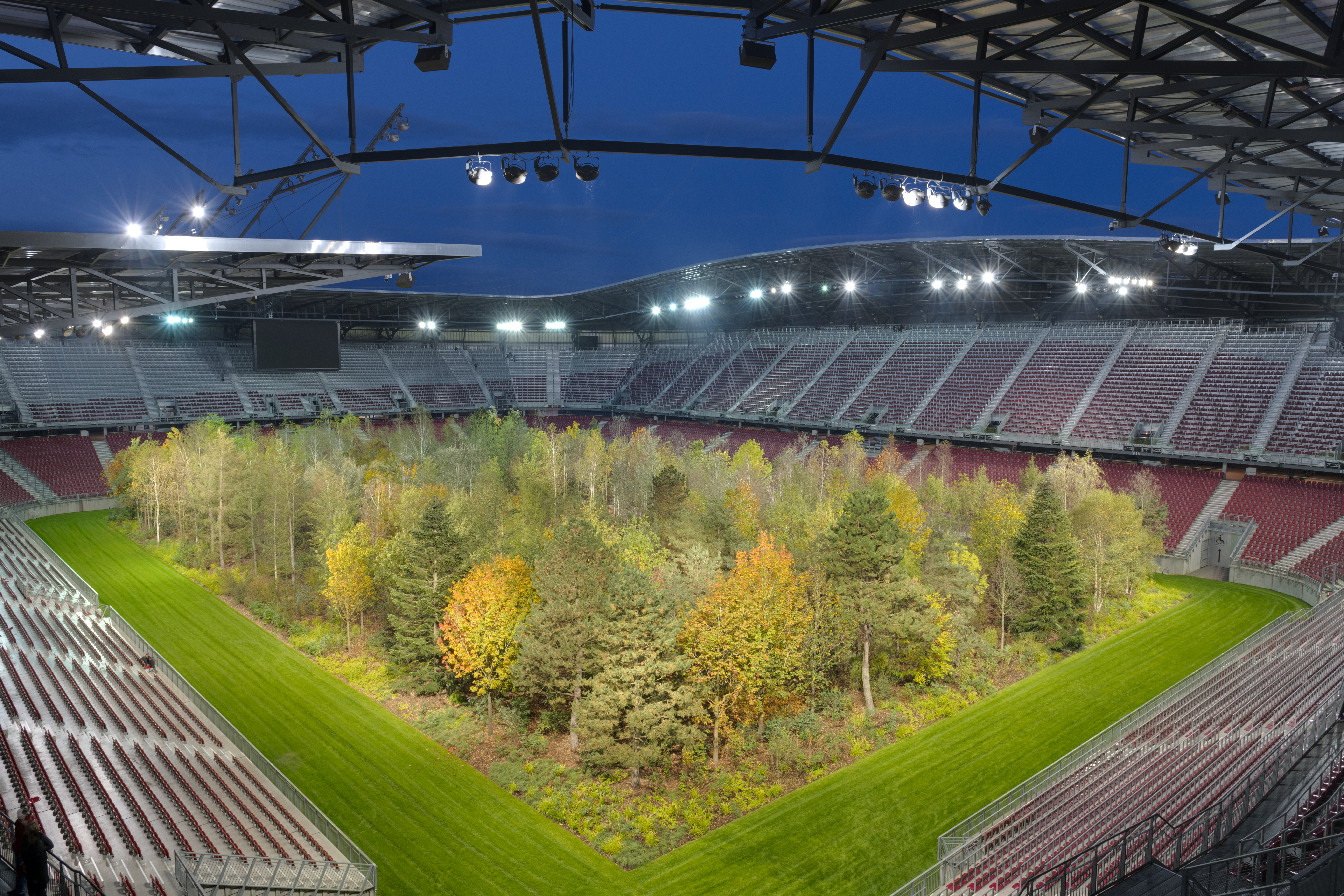
Ripresa in notturna da una curva e senza visitatori

L'idea nasce da un disegno realizzato a china negli anni settanta del XX secolo da Max Peintner che parte da una città dominata dal cemento e nella quale manca completamente la natura. L'opera di Peintner è una rappresentazione realistica di una situazione irreale, un panorama che anticipa il mondo del futuro con l'ambiente completamente mediatizzato e racchiude una critica ecologica della società. Il tema centrale è quindi la distruzione della natura e dell'ambiente. Dall'opera si conclude che per poter osservare ancora la natura è necessario avere spazi adatti allo scopo, come in passato erano pensati ambienti come lo zoo dove i visitatori possono vedere, separati da loro, gli animali selvaggi. Klaus Littmann pensa di poter realizzare plasticamente il concetto con un'installazione sistemando una vera foresta all'interno di uno spazio urbano come lo stadio immaginato da Max Peintner nel quale i cittadini sono spettatori dello spettacolo dalle gradinate mentre gli alberi sono al centro, dove si trova il campo da calcio. Prima di poter realizzare la sua idea deve aspettare oltre trent'anni, tanti ne sono serviti per trovare la giusta struttura, i contatti e i finanziamenti. Alla fine trova accoglienza a Klagenfurt, e nella città austriaca gli amministratori e la società sportiva gli mettono a disposizione il Wörthersee Stadion. Il progetto For Forest può essere realizzato e diventa un'altra delle sue opere come le mostre e le grandi installazioni già realizzate in passato. Dopo i necessari lavori preparatori l'installazione è stata aperta al pubblico dal 9 settembre al 27 ottobre 2019. L'intera capienza dello stadio, 30.000 persone, venne resa accessibile per le visite dalle 10 di mattina alle 10 di sera per ammirarla in varie situazioni. Il bosco, dopo la chiusura dell'esposizione, è stato reimpiantato non lontano da dove è nato.

## Descrizione
L'installazione è stata realizzata con 300 alberi di varie altezze e specie sistemate nel cuore dello Wörthersee Stadion, al posto del campo dove le squadre di calcio solitamente disputano le loro partite. Gli alberi dovevano ricreare una foresta originale europea e mostrarne i naturali cambiamenti stagionali e ambientali. Gli spettatori potevano disporsi come normali tifosi sulle tribune e sulle gradinate, lontani come durante gli incontri sportivi, in una specie di rappresentazione teatrale, in uno spazio voluto e previsto per l'uomo.

## Finalità
L'installazione intendeva offrire una nuova prospettiva sul tema del cambiamento climatico e dell'inquinamento ormai senza controllo che mette a rischio l'equilibrio naturale. For Forest voleva essere anche una rappresentazione filosofica della vita sfidando la percezione degli spettatori che stavano sugli spalti e far nascere domande sull'ambiente e sul futuro che ci aspetta. Nello stadio la partita venne così giocata tra arte e natura suggerendo che a vincere sarà la foresta.